# 秘書・恵純 18歳
『秘書・恵純 18歳』（ひしょ・えずみ じゅうはっさい）は、鴨居まさねによる日本の漫画作品。

## 概要
『YOUNG YOU』（集英社）にて1996年3月号から1997年1月号まで全5話が連載され、続編「秘書・恵純 19歳 きのうの明日は」が『別冊YOUNG YOU』1998年EARLY SUMMER号に掲載された。
突然父が社長を務める会社の社長秘書に任命された、娘・恵純の奮闘振りを描く作品。但し、恵純がいかに成長するかなどではなく、いかに手を抜いて仕事をこなし、いかに充実したアフター6を過ごすかに重点が置かれている。主人公・恵純が勤める会社の社員全員に1話ずつ主役を務めさせ、恵純が20歳で結婚するまでを描く予定だったが、「SWEETデリバリー」や「雲の上のキスケさん」などの同時期連載を始めてしまい、番外編として19歳の話を1話描いたのみで諦めてしまった。

## 登場人物
田中 恵純（たなか えずみ）
18歳。大学受験に失敗し、外に出すにはあまりに恥ずかしいからと、父親が社長を務める機器設計メーカー「オアシス田中」の社長秘書に任命される。
多少頭が悪くても素直で可愛いのが一番だと甘やかされて育った。
久米（くめ）
25歳。野々村チームの一員。
自分のレベルが仕事の内容を越えてしまい、飽きては転職を繰り返してきた。恵純の働き振りが気に食わず、また転職しようかと考えたこともあったが、「オアシス田中」の仕事は久しぶりに面白いと思えた職場であるため、恵純のことはなるべく気にしないよう努めている。外回りから帰ってきた後、給湯室で足を洗う習慣がある。
和田 あかね（わだ あかね）
24歳。プレゼン班。女性社員の中では恵純と一番年が近いため、仲が良い。
幼い頃からそこそこ美人の姉と比べられ「ブサイクな方の和田」と言われて育った。自分の容姿は嫌いではないが自信は無い。
野々村（ののむら）
30歳。設計班チーフ。
恵純が社内で一番まともだと思っていた男性。和田の上司だった女性と結婚した。飲み会では女装ショーが恒例となっている。
西中島（にしなかじま）
32歳。総務。不倫経験がある。
岸 すみれ（きし すみれ）
プレゼン班チーフ。年齢不詳。中途採用で引き抜かれてきたこと以外経歴不明の謎の女性。
芦屋（あしや）
32歳。高津チームの一員。子どもが2人いる。
鈴木（すずき）
23歳。野々村チームの一員。根暗。恵純のことが好き。
高津（たかつ）
42歳。特殊機械設計班チーフ。娘5人を抱えたまま妻に逃げられた。和田に少し気がある。
南方（みなみかた）
25歳。高津チームの一員。西中島のことが好き。
江藤（えとう）
48歳。常務。
田中 清（たなか きよし）
「オアシス田中」社長。恵純の父親。

## 書誌情報
鴨居まさね 『秘書・恵純 18歳』 
- 単行本（集英社 〈クイーンズコミックス〉全1巻
- 文庫本（集英社発売・ホーム社発行〈ホーム社漫画文庫〉）全1巻、2010年8月18日発売、ISBN 978-4-8342-7481-3
  - 「スキンシップ・フェスティバル」（『別冊YOUNG YOU』1996年EARLY SUMMER号掲載）
  - 「明日まで待てない」（『YOUNG YOU』1995年7月号掲載）
  - 「オカメと巻き毛」（『YOUNG YOU』2000年4月号掲載）収録